# Selker Noor
Das Selker Noor (dänisch: Selk Nor) ist heute ein Binnensee in Schleswig-Holstein, nahe der Stadt Schleswig. Es ist im Norden über eine 10 Meter breite Engstelle mit dem Haddebyer Noor und damit indirekt mit der Schlei verbunden. Hier befindet sich auch eine Fußgängerbrücke. 
Das Selker Noor gehört mit seiner gesamten Fläche zum Gemeindegebiet von Selk, dessen Ortsteil Niederselk am südöstlichen Ufer liegt. Im Nordosten grenzt die Gemeinde Fahrdorf an das Ufer.